# 突眼星粉介殼蟲
突眼星粉介殼蟲（学名：Heliococcus bambusae）为粉介殼蟲科星粉介殼蟲屬下的一个种。